# St. Elisabeth (Hannover)

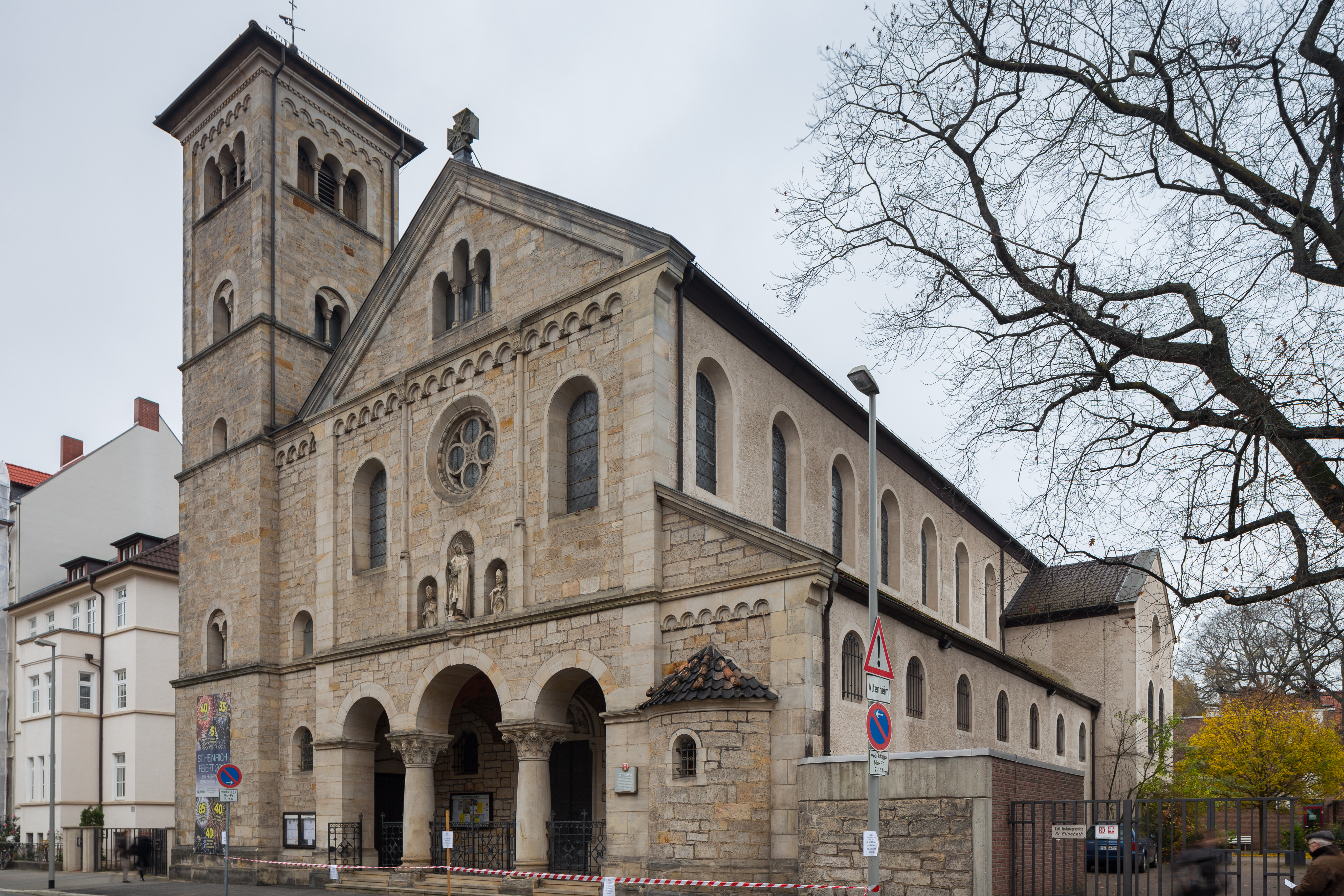
Turm und Fassade zur Gellertstraße

St. Elisabeth ist eine katholische Kirche in Hannover im Stadtteil Zoo (Gellertstraße 42). Sie ist nach St. Clemens und St. Marien die drittälteste katholische Kirche der Stadt und gehört zur Pfarrgemeinde St. Heinrich im Dekanat Hannover des Bistums Hildesheim.

## Geschichte
St. Elisabeth wurde 1894/95 nach Plänen von Christoph Hehl auf einem Grundstück des damaligen Vinzenzkrankenhauses des Ordens der Barmherzigen Schwestern vom hl. Vinzenz von Paul (heute: Niedersächsisches Landesamt für Denkmalpflege) erbaut, am 20. November 1895 erfolgte ihre Konsekration durch Bischof Daniel Wilhelm Sommerwerck. Von 1898 bis 1905 wurde sie von Oscar Wichtendahl ausgemalt. Am 1. März 1908 wurde die Pfarrei St. Elisabeth eingerichtet.
Im Zweiten Weltkrieg entstanden durch Luftangriffe auf Hannover am 9. Oktober 1943 und am 25. Oktober 1944 Splitter- und Luftdruckschäden an Orgel, Fenstern und Dach, doch blieb die Kirche stets für Gottesdienste nutzbar, da die Schäden jedes Mal rasch behoben werden konnten. Fresken und Ausstattung sind vollständig erhalten, die letzte Restaurierung erfolgte 1992–94. Von 1962 bis 1965 wirkte der spätere Weihbischof Hans-Georg Koitz als Kaplan an der St.-Elisabeth-Kirche. Seit dem 1. September 2010 gehört die Kirche zur Pfarrgemeinde St. Heinrich.

## Gebäude

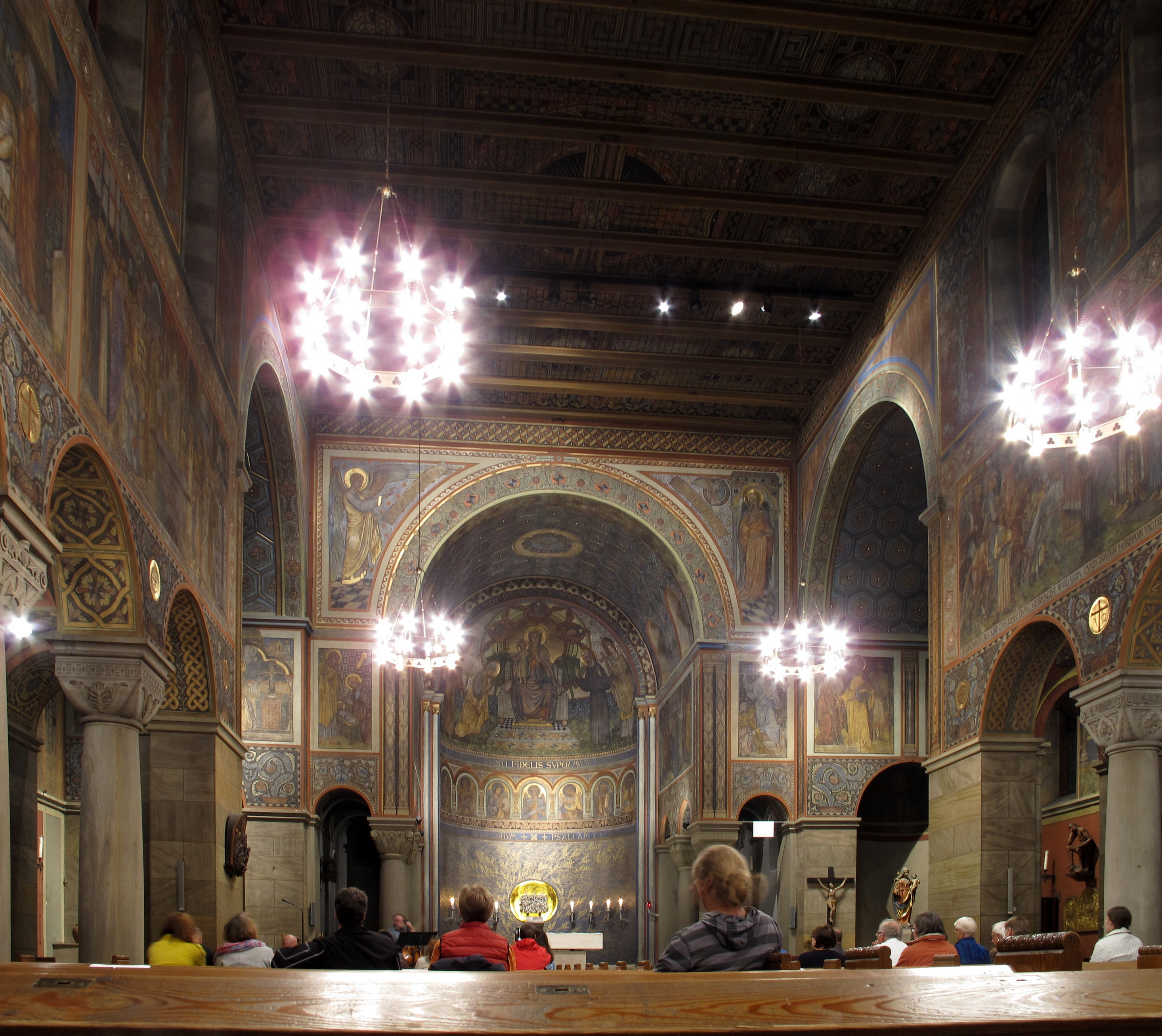
Innenansicht

Die neuromanische Kirche folgt in den Proportionen einer kleinen frühromanischen Basilika. Die Fassade mit Blendarkaden und Lisenen ist dreigliedrig mit betonter Mittelachse. Dem etwas zurückversetzten Portal ist eine Eingangshalle mit drei Bogenöffnungen vorgelagert. Der Turm überragt den Dachfirst nur um ein Geschoss und ist flach gedeckt.
Die Seitenschiffe sind schmal, und das Querhaus ist nicht viel mehr als eine verbreiterte und erhöhte Fortsetzung der Seitenschiffe mit apsidialen Abschlüssen, in denen die Statuen der Muttergottes und der hl. Elisabeth von Thüringen, der Namenspatronin der Kirche, stehen.
Die beiden Chor-Joche haben die Breite des Mittelschiffs, bestehen jedoch ihrerseits aus dem Altarraum mit der großen Hauptapsis und zwei engen Seitenschiffen, deren Abschluss zwei weitere kleine Apsiden mit Herz-Jesu- und Herz-Marien-Fenster bilden.
Von starker Wirkung ist die Ausmalung sämtlicher Wandflächen mit Ornamenten und Bildern im historistischen Geschmack des späten 19. Jahrhunderts durch Oskar Wichtendahl, der u. a. auch die hannoversche Markuskirche ausgemalt hatte. Unter den Obergaden-Fenstern ist die Elisabeth-Legende geschildert. Im Querschiff sind die acht Seligpreisungen als Lebensrichtlinien der hl. Elisabeth dargestellt. Das Zentrum in der Wölbung der Hauptapsis bildet ein großes Bild der Muttergottes mit dem Kind, in das die Heiligen Elisabeth, Franz von Assisi, Vinzenz von Paul und Bernward von Hildesheim einbezogen sind.

## Orgel
Die Orgel wurde 1981 von der Werkstatt Emil Hammer Orgelbau in einem neuromanischen Orgelgehäuse errichtet. Das Schleifladen-Instrument hat 35 Register auf zwei Manualen und Pedal, darunter eine Transmission aus dem Schwellwerk in das Pedalwerk. Die Spiel- und Registertrakturen sind mechanisch.
| I Hauptwerk C–g3 |                 |     |
| 1.               | Pommer          | 16′ |
| 2.               | Prinzipal       | 8′  |
| 3.               | Gamba           | 8′  |
| 4.               | Traversflöte    | 8′  |
| 5.               | Oktave          | 4′  |
| 6.               | Flauto amabilis | 4′  |
| 7.               | Oktave          | 2′  |
| 8.               | Cornett V       | 8′  |
| 9.               | Mixtur V        | 2′  |
| 10.              | Trompete        | 8′  |

| II Schwellwerk C–g3 |                      |       |
| 11.                 | Bordun               | 16′   |
| 12.                 | Geigenprinzipal      | 8′    |
| 13.                 | Liebl. Gedackt       | 8′    |
| 14.                 | Salicional           | 8′    |
| 15.                 | Schwebung (ab c0 II) | 8′    |
| 16.                 | Prinzipal            | 4′    |
| 17.                 | Gedacktflöte         | 4′    |
| 18.                 | Viola                | 4′    |
| 19.                 | Sesquialtera II      | 2 ⁄3′ |
| 20.                 | Piccolo              | 2′    |
| 21.                 | Quinte               | 1 ⁄3′ |
| 22.                 | Mixtur V-VI          | 2 ⁄3′ |
| 23.                 | Fagott               | 16′   |
| 24.                 | Clarinette           | 8′    |
|                     | Tremulant            |       |

| Pedal C–g1 |                             |     |
| 25.        | Violon                      | 16′ |
| 26.        | Subbass                     | 16′ |
| 27.        | Gedacktbass                 | 16′ |
| 28.        | Oktavbass                   | 8′  |
| 29.        | Spitzviolon                 | 8′  |
| 30.        | Flötbass                    | 4′  |
| 31.        | Oktave                      | 4′  |
| 32.        | Feldpfeife                  | 2′  |
| 33.        | Posaune                     | 16′ |
| 34.        | Trompete                    | 8′  |
| 35.        | Clarinettenbass (= Nr. 24.) | 8′  |

- Koppeln: II/I, I/P, II/P